# Carlos Llamos
Carlos Alberto Llamos (Pasteur, Buenos Aires, Argentina, 3 de enero de 1982) es un futbolista argentino. Juega de defensor lateral y volante derecho y su equipo actual es el Club Sportivo Estudiantes (San Luis) del Torneo Argentino A.

## Clubes
| Club                          | País      | Año             |
| ----------------------------- | --------- | --------------- |
| Sarmiento de Junín            | Argentina | 1999-2005       |
| Huracán                       | Argentina | 2005 - 2006     |
| Sarmiento de Junín            | Argentina | 2006-2008       |
| Douglas Haig                  | Argentina | 2008-2009       |
| Alvear de La Pampa            | Argentina | 2011-2013       |
| C. S. Estudiantes de San Luis | Argentina | 2013 - Presente |

## Palmarés
| Título                  | Club                 | País      | Año        |
| ----------------------- | -------------------- | --------- | ---------- |
| Primera B Metropolitana | Sarmiento de Junín   | Argentina | C2004–2005 |
| Federal A 2014          | Sportivo Estudiantes | Argentina | 2014       |